# Pierre Delbrel
Pour les articles homonymes, voir Delbrel.
Pierre Delbrel, né le 1er juillet 1764 à Moissac et mort le 2 mars 1846 dans la même ville, est un avocat et homme politique français. Son fils, André Delbrel est également député de Tarn-et-Garonne de 1848 à 1851.

## Biographie
Procureur de Montauban à la Révolution française, il part volontaire à l'armée à Metz, où il apprend son élection par le département du Lot à la Convention nationale. Dans le procès de Louis XVI, il vote contre l'appel au peuple et pour la mort avec sursis. Représentant en mission près des armées du Nord et des Ardennes en 1793, il prend part à la bataille d'Hondschoote, et est présent à la bataille de la Sierra Negra en novembre 1794, prenant provisoirement le commandement des troupes françaises à la mort de Dugommier.
Le Lot l'élit ensuite membre du Conseil des Cinq-Cents où il s'occupe de législation militaire et s'oppose énergiquement au coup d'État du 18 Brumaire. Décrété de déportation, il est sauvé par son compatriote le général Joachim Murat. Il retourne dans sa ville natale comme président du tribunal civil de première instance, et est élu député aux Cent-Jours ; à la Restauration il est proscrit comme régicide, et passe en Suisse, ne revenant qu'en 1818.

### Publication
- Pierre Delbrel, Tableau de sa conduite politique et militaire, Moissac, éditions de l'imprimerie Guillaume Larnadès,1840, 15 p.